# Carlastella
Carlastella e, in alcune incisioni, Carla Stella, pseudonimo di Carla Bolongaro (Frascati, 15 novembre 1922 – Milano, 3 ottobre 1998), è stata una cantante italiana.
Ha utilizzato anche il suo nome anagrafico nel 1950, incidendo per la Vis Radio.

## Biografia
Cantante jazz attiva tra la fine degli anni trenta e per tutto il decennio successivo, ha cantato nell'orchestra del maestro Enzo Ceragioli; ha inoltre inciso molti brani con il Quintetto del Delirio di Pippo Starnazza e alcuni duetti con Luciano Tajoli.
Tra i suoi brani più noti vi è la reinterpretazione in italiano di Stardust di Hoagy Carmichael, tradotto in italiano da Devilli.
Dopo aver inciso per la Odeon, passa prima alla Parlophon e poi alla Fonit, per ritirarsi negli anni cinquanta; sposa poi un industriale tedesco e si trasferisce in Germania, ritornando poi in Italia solo dopo la separazione.
È stata sepolta al Cimitero Maggiore di Milano

## Discografia parziale

### 78 giri
- 1940 – Piccolo capitano/Ma come fu? (Odeon, GO 19839; inciso come Carla Stella)
- 1940 – Passa la diligenza/Cara Carolina (Odeon, GO 19854; inciso come Carla Stella)
- 1940 – Appuntamento con la luna/Ti vedo (e non ti vedo) (Odeon, GO 19871)
- 1940 – Quando il gallo canterà/Dichiarazione d'amore (Odeon, GO 19872)
- 1940 – Ti chiamo amore/Le parole del mio amore (Odeon, GO 19975)
- 1940 – Tu sei la musica/Mamma mammina (Odeon, GO 19976)
- 1940 – Ultima rondinella/Verrà (Odeon, GO 19994, duetto con Luciano Tajoli lato A, lato B cantato da Luciano Tajoli)
- 1940 – Quando nasce il primo amore/Sogno...sogno...(e non ti sogno (Odeon, GO 20001)
- 1940 – Musica maestro, prego/Cosa sei per me? (Odeon, GO 20026)
- 1940 – Aprile senza sole/Topolino (Odeon, GO 20047)
- 1940 – Rose rose/Chi sei tu (Odeon, GO 20054)
- 1940 – La bambola rosa/Voce di strada (Odeon, GO 20136, solo lato B cantato in duetto con Luciano Tajoli, lato A cantato da Luciano Tajoli)
- 1940 – Baldo Baldo (Arcibaldo)/Com'è bello far l'amore quando è sera (Odeon, GO 20145; lato B cantato da Nino Amorevoli)
- 1940 – Daina/Sogno ad occhi aperti (Odeon, GO 20153)
- 1940 – Polvere di stelle/Ti vorrei dimenticar (Odeon, GO 20154)
- 1940 – Voce di strada/Cantate con me (Odeon, GO 20209, duetto con Luciano Tajoli lato A, lato B cantato da Aldo Visconti)
- 1941 – Mamma luna/Al viale dei colli (Odeon, GO 20233, duetto con Luciano Tajoli lato A, lato B cantato da Luciano Tajoli)
- 1941 – Vecchia chitarra/Buongiorno amore (Odeon, GO 20234, duetto con Luciano Tajoli lato A, lato B cantato da Luciano Tajoli)
- 1941 – Stornellata/La canzone va sul mare (Odeon, GO 20235, duetto con Luciano Tajoli lato A, lato B cantato da Luciano Tajoli)
- 1941 – Serenata che passa/Paradiso per due (Odeon, GO 20246, solo lato B, lato A cantato da Luciano Tajoli)
- 1941 (Giugno) – Come ti chiami?/Signor Paganini (Odeon, GO 20317, solo lato B; lato A cantato da Pippo Starnazza e il Quintetto del Delirio)
- 1941 – Ritmo del cuore/Preferisco tua sorella (Odeon, GO 20383, solo lato A; lato B cantato da Rudy Solinas e il Quintetto del Delirio)
- 1941 – Da quando penso a te/O ciucci perché mi fai gli occhioni? (Odeon, GO 20384, solo lato B; lato A cantato da Rudy Solinas e il Quintetto del Delirio)
- 1942 – Rosalba/Madonnella campagnola (Odeon, B 15137, duetto con Luciano Tajoli lato A, lato B cantato da Luciano Tajoli)
- 1942 – Rosalba/Buongiorno a te (Odeon, P 506, duetto con Luciano Tajoli lato A, lato B cantato da Luciano Tajoli)
- 1942 – Semplicità/Mamma luna (Odeon, P 508, duetto con Luciano Tajoli lato B, lato A cantato da Luciano Tajoli)
- 1942 – Accanto al pianoforte/Passione (Odeon, P 515)
- 1942 (30 marzo) – O Marinar (Cielito Lindo)/Triste domenica (Odeon, P 518)
- 1942 – Voglio vivere così/Tu musica divina (Odeon, P 519; sul lato B Canapino)
- 1943 – La barca dei sogni/Dice lei...dice lui... (Odeon, P 688; sul lato B Pippo Starnazza)
- 1943 – Il canto del bosco/Rosabella del Molise (Odeon, P 746; lato B con Nino Amorevoli)
- 1944 – Incontro con Schubert/Su quel ramo (Odeon, P 818)
- 1945 – Polvere di stelle/Dinah (Odeon, P 828)
- 1946 – Il treno della neve/Serenata a Vallechiara (Odeon, TW 3102; sul lato A Corrado Lojacono)
- 1947 – Il mio nome è donna/Minnie di Trinidad (Odeon, TW 3206)
- 1949 – Paquito Lindo/Laguna addormentata (Sleepy Lagoon) (Odeon, TW 3472; sul lato B Corrado Lojacono)
- 1949 – Ciliegi rosa/Paloma (Parlophon, TT 9317; sul lato B Enrico Nosek)
- 1950 – Estasi d'amore/Amaramente (Vis Radio, Vi-4243; inciso come Carla Bolongaro)
- 1957 (Marzo) – Capricciosa/Quattro sorelle (Odeon, H 18469, duetto con Luciano Tajoli lato A, lato B cantato da Luciano Tajoli)